# Řády, vyznamenání a medaile Namibie
Systém státních vyznamenání Namibie zahrnuje řády, medaile, vojenská a policejní vyznamenání. Legislativa také zná zvláštní vyznamenání a medaile pro zpravodajskou službu, vězeňskou službu a hasičský sbor. Tato vyznamenání tak po roce 1990 nahradila po zisku nezávislosti dříve užívaná vyznamenání udílená na území jihozápadní Afriky.

## Řády
Řády jsou udíleny úřadujícím prezidentem republiky.
- Řád welwitschie podivné byl založen roku 1995. Udílen je prezidentu republiky a hlavám cizích států.[4]
- Řád slunce byl založen 16. března 1995. Udílen je za mimořádnou službu.[5]
- Řád orla byl založen 16. března 1995. Udílen je za diplomatické služby. Stuha je tmavě modrá se žlutě lemovanými okraji.[6]
- Řád Mukorob byl založen 16. března 1995. Udílen je v šesti třídách (velkokomtur, velkodůstojník, komtur, důstojník, rytíř a člen) za mimořádnou vojenskou službu. Stuha se skládá ze tří stejně širokých pruhů v barvě černé, červené a černé. Řád byl pojmenován po bývalém pískovcovém útvaru zvaném Mukorob, který se nacházel nedaleko Asabu v Namibské poušti.[7]
- Řád Namibie byl založen roku 1995. Udílen je za mimořádnou službu.[8]

## Medaile
- Medaile nezávislosti byla založena roku 1995. Udílena je na paměť zisku nezávislosti Namibie v roce 1990.[9]
- Medaile za osvobození byla založena roku 1995. Udílena je za službu v souvislosti se ziskem nezávislosti.[10]

## Vojenská vyznamenání
- Namibijský kříž za statečnost je udílen v zlaté, stříbrné a bronzové třídě.
- Medaile za tažení je udílena za službu během vojenských operací například ve Východním Timoru nebo v Sierra Leone. Stuha je žlutá.
- Medaile cti je udílena nejbližším příbuzným příslušníkům ozbrojených sil, jež byli zabiti ve službě. Stuha je černá.[11]
- Pamětní medaile je udílena důstojníkům ozbrojených sil od hodnosti plukovníka výše za jejich výjimečné služby, loajalitu a pracovitost.
- Medaile za tažení za Operaci Mandume je udílena příslušníkům ozbrojených sil, za jejich účast v přeshraničních operacích proti Národnímu svazu za úplnou nezávislost Angoly.
- Služební medaile – Zlatá služební medaile je udílena po 30 letech služby v Ozbrojených silách Namibie. Stříbrná služební medaile je udílena po 20 letech a bronzová medaile za 10 let služby.

### Armáda Namibie
- Armádní průkopnická medaile je udílena za mimořádné zásluhy při zakládání Armády Namibie.[12]
- Armádní medaile za 10 let služby je udílena za deset let mimořádné služby.[12]
- Armádní medaile za 20 let služby je udílena za dvacet let mimořádné služby.[12]
- Armádní pamětní medaile

### Námořnictvo Namibie
- Průkopnická medaile námořnictva
- Medaile Jižního kříže
- Medaile námořního kříže
- Medaile zlaté hvězdy
- Medaile Sacharia
- Medaile za úspěch
- Medaile za deset let služby
- Medaile za 750 dní služby na moři
- Medaile za 250 dní služby na moři

### Letectvo Namibie
- Průkopnická medaile letectva
- Medaile za 10 let služby u letectva
- Medaile za 20 let služby u letectva
- Exemplární medaile velitele letectva

## Policejní vyznamenání

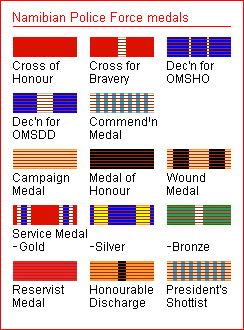
Stuhy namibijských policejních vyznamenání

- Čestný kříž Policie Namibie (CH) je udílen za velmi výjimečný čin v život ohrožující situaci vyžadující značné hrdinství. Stuha je červená.
- Kříž za statečnost Policie Namibie (CB) je udílen za čin statečnosti ve vysoce nebezpečné situaci. Stuha je červená s bílým pruhem uprostřed.
- Vyznamenání za mimořádně záslužnou službu nejvyššího řádu je udíleno výhradně důstojníkům za mimořádně záslužnou službu. Stuha je modrá se dvěma úzkými bílými proužky uprostřed.
- Vyznamenání za mimořádně záslužnou službu a maximální oddanost povinnosti je udíleno za mimořádně záslužnou službu nižším šaržím. Stuha je modrá s bílým pruhem uprostřed.
- Pamětní medaile je udílena za speciální službu nejvyššího řádu. Stuha sestává z osmi bílých a sedmi modrých úzkých proužků.
- Medaile za tažení je udílena za služební operace.
- Medaile cti je udílena nejbližším příbuzným příslušníkům policie, kteří byli zabiti při výkonu služby.
- Medaile za zranění je udílena za zranění při výkonu služby.
- Služební medaile – Zlatá služební medaile je udílena po 30 letech služby u Policie Namibie. Stříbrná služební medaile je udílena po 20 letech a bronzová medaile za 10 let služby.
- Medaile záložníka je udílena za pět let služby v pozici policejního záložníka.